# Dolichomyia stenopennis
Dolichomyia stenopennis är en tvåvingeart som beskrevs av Hall 1976. Dolichomyia stenopennis ingår i släktet Dolichomyia och familjen svävflugor. Inga underarter finns listade i Catalogue of Life.